# Oblast Tscheljabinsk
Koordinaten: 54° 10′ N, 60° 15′ O
Die Oblast Tscheljabinsk (russisch Челябинская область/ Tscheljabinskaja oblast) ist eine Oblast in Russland.
Die Oblast liegt im Südural und im östlich vorgelagerten Westsibirischen Tiefland. Sie grenzt im Südosten an Kasachstan, im Westen an die Republik Baschkortostan, im Norden an die Oblast Swerdlowsk, im Süden an die Oblast Orenburg und im Osten an die Oblast Kurgan. Das Klima ist stark kontinental mit kalten Wintern und heißen Sommern.
Die Festung Tscheljabinsk wurde 1736 errichtet, ein stärkeres Bevölkerungswachstum setzte aber erst im 19. Jahrhundert ein, als die Eisenbahn die Region erreichte. Aufgrund der Rüstungsindustrie war die Oblast Tscheljabinsk zu Sowjetzeiten für Besucher geschlossen. Hier lagen drei von zehn geschlossenen Städten der früheren Sowjetunion.

## Geschichte

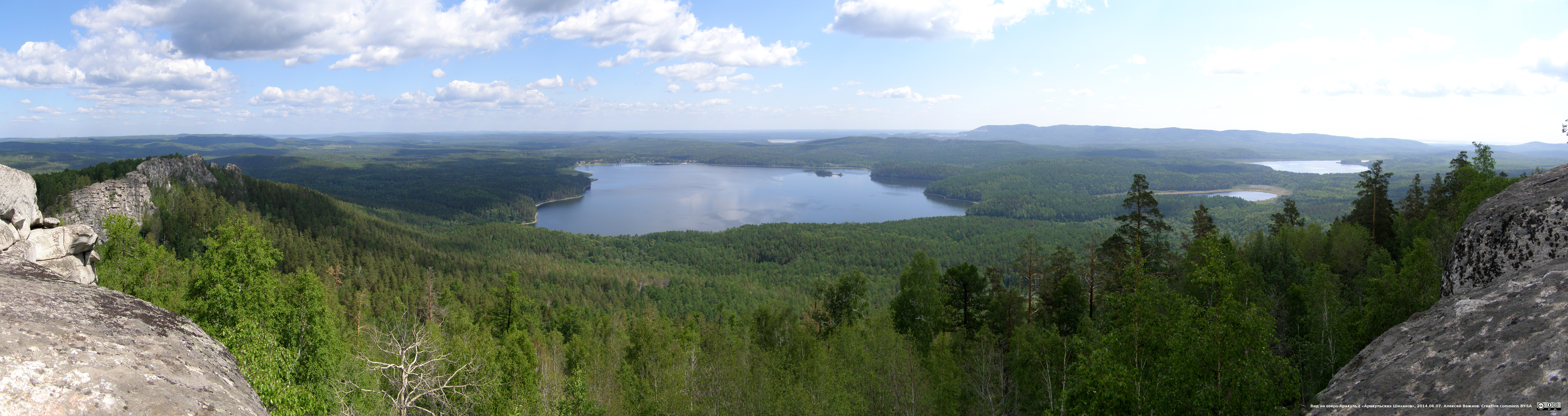
Die Region um den Arakul-See

Es finden sich zahlreiche Siedlungen der Frühen Bronzezeit in dem Gebiet, die der Andronowo-Kultur zugeordnet werden. Darunter die Siedlungen Arkaim und Sintaschta aus den 2. Jahrtausend v. Chr.  Bislang wurden 22 Siedlungspunkte entdeckt. Es wird davon ausgegangen, dass Sarmaten in dieser Zeit die Region besiedelten.
Die Region wurde ursprünglich von den Baschkiren besiedelt. Diese lebten jahrhundertelang unter mongolischer Herrschaft. Zwar gehörte das Gebiet seit dem 16. Jahrhundert nominell zum Zarentum Russland, doch begann die slawische Besiedlung erst im frühen 18. Jahrhundert. Von 1744 bis 1919 gehörte es zum Gouvernement Orenburg. Am 27. August 1919 wurde das Gouvernement Tscheljabinsk gebildet. Bereits am 3. November 1923 verschwand dieses wieder von der Landkarte. Tscheljabinsk wurde Teil der Oblast Ural. Am 17. Januar 1934 wurde diese Oblast aufgeteilt. Aus einem Teilgebiet entstand die Oblast Tscheljabinsk. Seit der Abtrennung der Oblast Kurgan am 6. Februar 1943 hat die Oblast unveränderte Grenzen.

## Bevölkerung
Die letzten Volkszählungen in den Jahren 2002 und 2010 ergaben eine Bevölkerungszahl von 3.603.339 respektive 3.476.217. Somit sank die Einwohnerzahl in diesen acht Jahren um 127.122 Personen (−3,52 %). In Städten wohnten 2010 2.849.923 Menschen. Dies entspricht 81,98 % der Bevölkerung (in Russland 73 %). Bis zum 1. Januar 2014 stieg die Einwohnerschaft dagegen wieder auf 3.490.053. Die Verteilung der verschiedenen Volksgruppen sah folgendermaßen aus:
| Nationalität    | VZ 1989   | Prozent | VZ 2002   | Prozent | VZ 2010   | Prozent |
| --------------- | --------- | ------- | --------- | ------- | --------- | ------- |
| Russen          | 2.929.507 | 80,98   | 2.965.885 | 82,31   | 2.829.899 | 81,41   |
| Tataren         | 224.605   | 6,21    | 205.087   | 5,69    | 180.913   | 5,20    |
| Baschkiren      | 161.169   | 4,45    | 166.372   | 4,62    | 162.513   | 4,67    |
| Ukrainer        | 109.615   | 3,03    | 76.994    | 2,14    | 50.081    | 1,44    |
| Kasachen        | 33.230    | 0,92    | 36.219    | 1,01    | 35.297    | 1,02    |
| Deutsche        | 39.215    | 1,08    | 28.457    | 0,79    | 18.687    | 0,54    |
| Belarussen      | 29.068    | 0,80    | 20.355    | 0,56    | 13.035    | 0,37    |
| Mordwinen       | 27.095    | 0,75    | 18.138    | 0,50    | 12.147    | 0,35    |
| Armenier        | 2.293     | 0,06    | 8.601     | 0,24    | 9.311     | 0,27    |
| Nagaibaken      | (Tataren) | 0,00    | 9.087     | 0,25    | 7.679     | 0,22    |
| Tadschiken      | 870       | 0,02    | 5.125     | 0,14    | 7.375     | 0,21    |
| Aserbaidschaner | 3.475     | 0,10    | 7.379     | 0,20    | 7.213     | 0,21    |
| Tschuwaschen    | 12.659    | 0,35    | 9.483     | 0,26    | 6.819     | 0,20    |
| Juden           | 11.067    | 0,31    | 4.930     | 0,14    | 3.358     | 0,10    |
| Einwohner       | 3.617.752 | 100,00  | 3.603.339 | 100,00  | 3.476.217 | 100,00  |

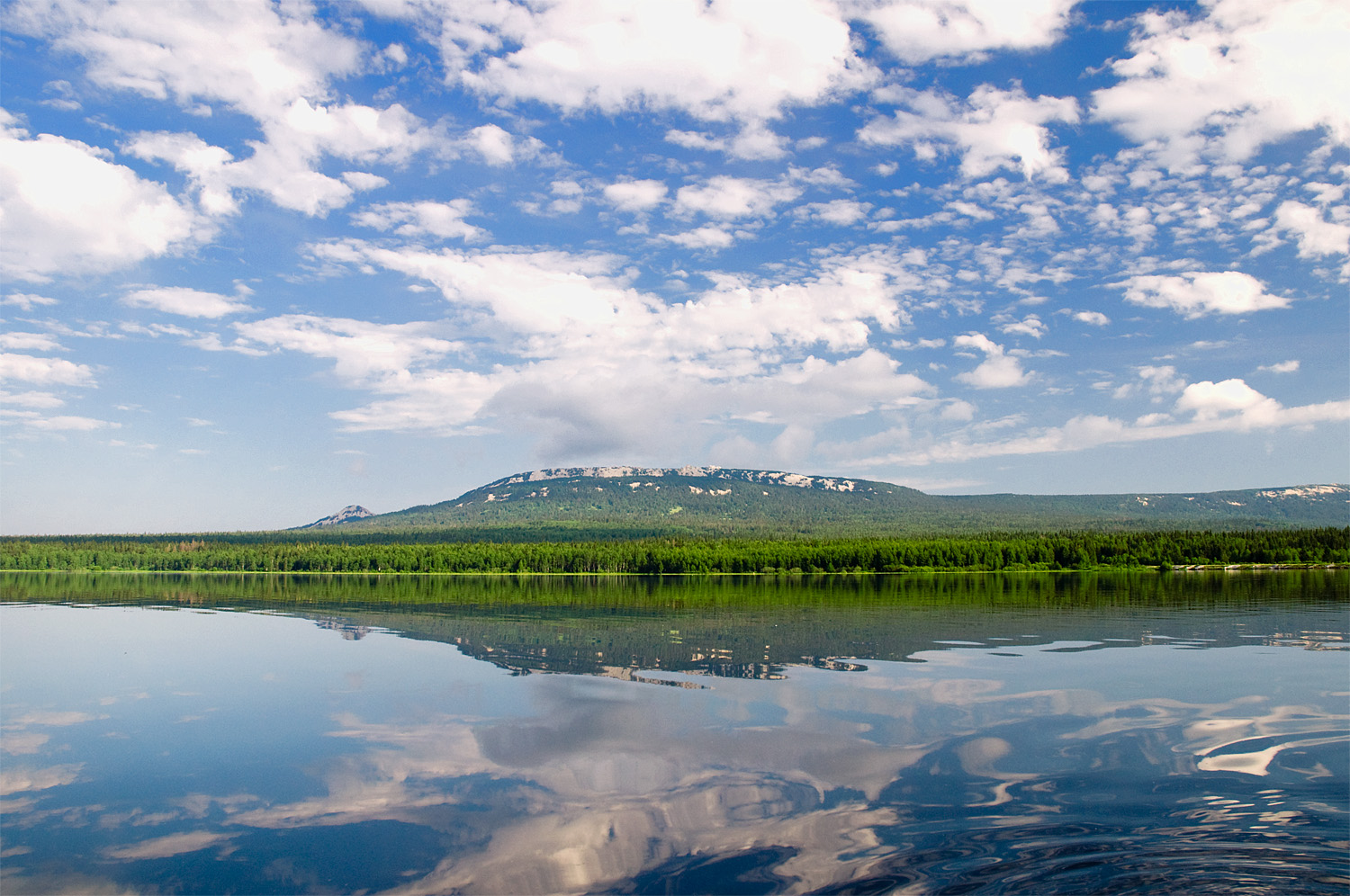
Der Zjuratkul-See mit der Zjuratkul-Bergkette, die zum Uralgebirge gehört

Anmerkung: die Anteile beziehen sich auf Gesamtzahl der Einwohner. Also mitsamt dem Personenkreis, der keine Angaben zu seiner ethnischen Zugehörigkeit gemacht hat (2002 8.576 resp. 2010 99.144 Personen)
Die Bevölkerung des Gebiets besteht zu über 80 % aus Russen. Die Tataren, Baschkiren und Ukrainer sind die bedeutendsten ethnischen Minderheiten in der Oblast Tscheljabinsk. Weitere größere Volksgruppen sind die Kasachen, Russlanddeutschen (1959: noch 48.675 Personen), Belarussen, Mordwinen, Tschuwaschen und Juden. Deren Zahl sinkt – mit Ausnahme der Kasachen – allerdings stark. Aus dem Nordkaukasus, Transkaukasus und Zentralasien dagegen sind seit dem Ende des Zweiten Weltkriegs Zehntausende Menschen zugewandert. Nebst den oben aufgeführten Nationalitäten auch viele Usbeken (1959: 1807; 2010: 6446 Personen).

## Wirtschaft
Das Gebiet Tscheljabinsk gehört zu den sich am schnellsten entwickelnden Regionen Russlands und gilt traditionell als großes Industriezentrum des Landes. Die führende Branche ist das Hüttenwesen, da die Region reich an Bodenschätzen wie Eisenerz, Zink und anderem ist. Darauf entfallen über 60 Prozent des gesamten Volumens der Industrieproduktion. Den größten Anteil erbringt das Hüttenkombinat der Stadt Magnitogorsk, eines der größten Stahlwerke der Welt. Die Bedeutung des Hüttenwesens stimulierte zudem den Maschinenbau und die Metallverarbeitung, die weitere wichtige Industriezweige sind. Dabei werden in den Betrieben der Region u. a. Lastkraftwagen, Planierraupen, mechanische Bodenhobel, Schlepper oder Straßenbahnen hergestellt. Die Oblast ist auch ein Konzentrationspunkt vieler Rüstungsbetriebe.

## Verwaltungsgliederung und größte Städte
Die Oblast gliedert sich in 27 Rajons und 16 Stadtkreise. Vier der Stadtkreise besitzen zugleich den Status einer „geschlossenen Stadt“ (SATO).
Die bedeutendsten Städte sind neben der Haupt- und Millionenstadt Tscheljabinsk die Großstädte Magnitogorsk, Slatoust, Miass und Kopeisk. Insgesamt gibt es in der Oblast 30 Städte und 13 Siedlungen städtischen Typs.

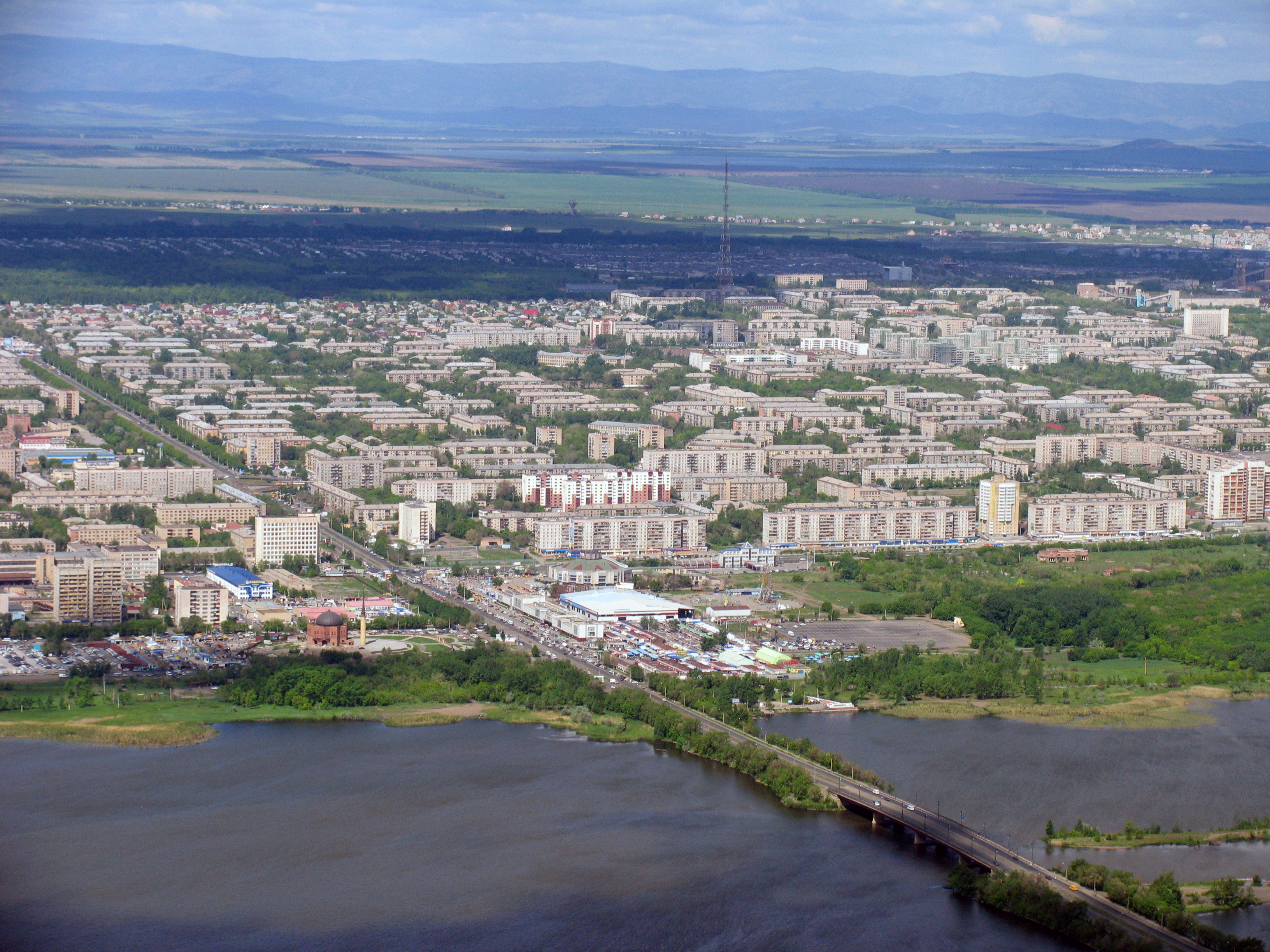
Blick auf die Stadt Magnitogorsk mit dem Fluss Ural im Vordergrund

| Name          | Russischer Name | Einwohner 14. Oktober 2010 |
| ------------- | --------------- | -------------------------- |
| Tscheljabinsk | Челябинск       | 1.130.132                  |
| Magnitogorsk  | Магнитогорск    | 407.775                    |
| Slatoust      | Златоуст        | 174.962                    |
| Miass         | Миасс           | 151.751                    |
| Kopeisk       | Копейск         | 137.601                    |
| Osjorsk       | Озёрск          | 82.164                     |
| Troizk        | Троицк          | 78.372                     |

## Meteoriteneinschlag von Tscheljabinsk
Am Freitagmorgen des 15. Februar 2013 um 9:15 Uhr Ortszeit ging ein Meteoritensturm in der Region nieder. Dabei wurden mehr als tausend Menschen verletzt. Das Dach eines Gebäudes eines Zinkwerkes in Tscheljabinsk stürzte infolge des Meteoritenhagels auf 600 Quadratmetern ein. Der Niedergang des Meteoriten wurde durch zahlreiche Foto- und Videoaufnahmen gut dokumentiert. Von dem Einschlag waren mindestens sechs Städte betroffen, in denen Scheiben und Dächer beschädigt wurden.